# انتقادها به ویکی‌پدیا
بیشتر انتقادات به ویکی‌پدیا، به محتوای آن، جامعه متشکل از کاربران معتبر و فرآیندهای آن معطوف شده‌است. منتقدان اعتبار واقعی آن، خوانایی، سازماندهی مقالات، عدم بررسی روشمند واقعیت و سوگیری سیاسی آن را زیر سؤال برده‌اند. همچنین نگرانی‌هایی در مورد سوگیری سیستمیک در امتداد هویت جنسی، نژادی، سیاسی، شرکتی، نهادی و ملی مطرح شده‌است. علاوه بر این، تضاد منافع ناشی از کمپین‌های شرکتی برای اثرگذاری بر محتوا نیز برجسته شده‌است. نگرانی‌های دیگر شامل خرابکاری و حزب‌گرایی که توسط ویرایش ناشناس، رفتار دسته جمعی از سوی مشارکت‌کنندگان و نیز مدیران و دیگر چهره‌های برتر، طبقه‌بندی اجتماعی بین طبقه نگهبان و کاربران جدیدتر، قوانین بیش از حد، جنگ در ویرایش، و اعمال نابرابر خط‌مشی‌ها (سیاست‌ها) می‌شود.

## انتقاد محتوایی

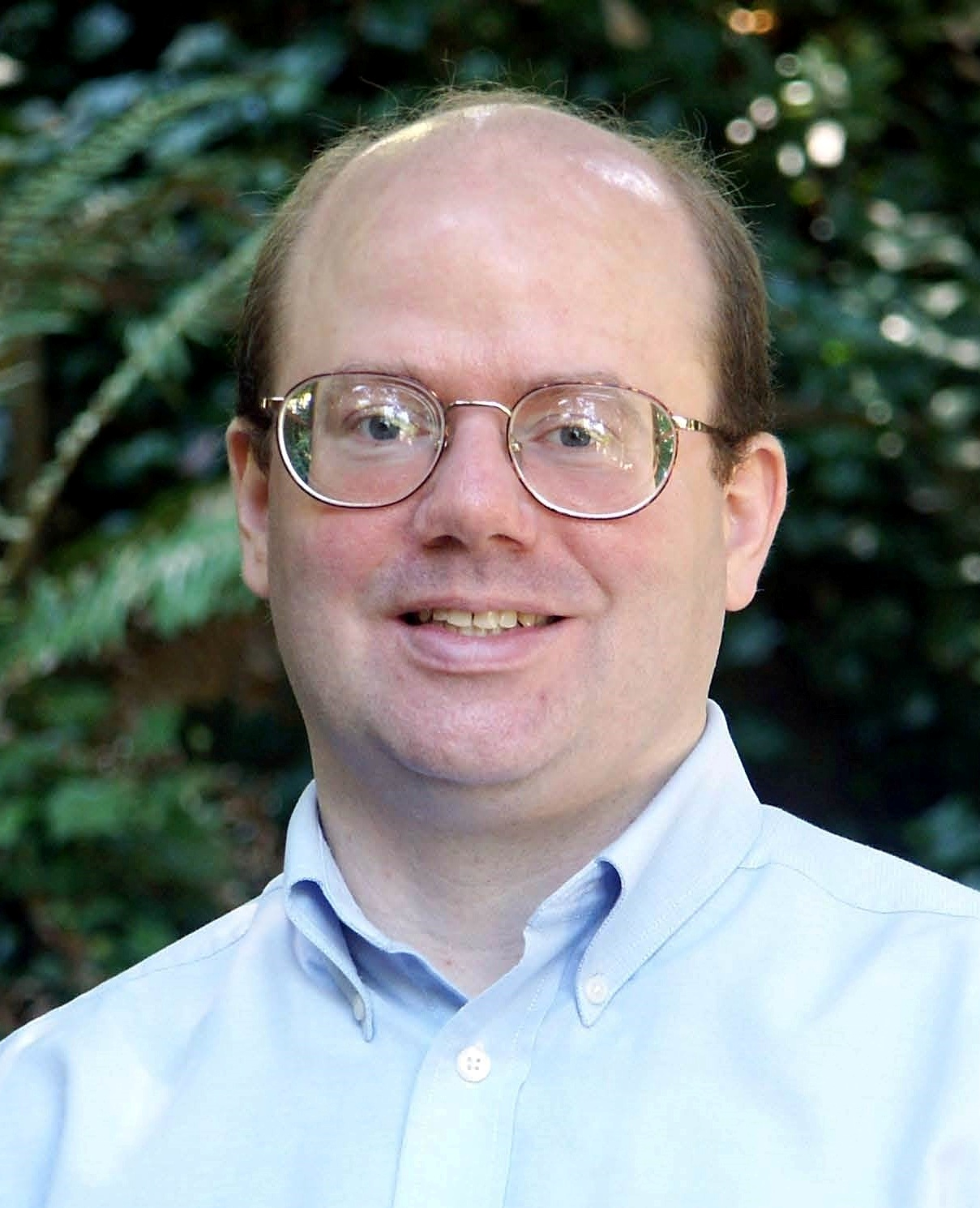
لری سنگر بعد از رها‌کردن ویکی‌پدیا سیتیزندیوم را ساخت

### محتویات جنسی
ویکی‌پدیا به خاطر محتویات جنسی، مانند تصاویر و ویدئوهایی در این باره، مورد انتقاد قرار گرفته‌است. چنین محتویاتی بدون هیچ هشدار قبلی و درخواست سن خواننده بر روی صفحهٔ نمایش ظاهر می‌شود.
در مواردی دیده شده‌است که آی‌اس‌پی‌های بریتانیا مقاله‌ای از ویکی‌پدیا را که محتویات جنسی دارد سانسور کرده‌اند.
Internet Watch Foundation که یک سازمان غیرانتفاعی غیردولتی است گنجاندن چنین محتویاتی را «ناخوشایند» ذکر کرده‌است.
در آوریل ۲۰۱۰ لری سنگر نامه‌ای به اف‌بی‌آی نوشته و مراتب نگرانی خود را از وجود دو رده از تصاویر در ویکی‌انبار اظهار کرده و آنها را مغایر با قوانین federal obscenity در آمریکا دانسته‌است.
او همچنین دربارهٔ دسترسی به تصاویر ویکی‌پدیا در مدارس ابراز نگرانی کرد.
ویکی‌پدیا اتهام لری سنگر را شدیداً رد کرد
سخنگوی بنیاد ویکی‌مدیا گفت ویکی‌پدیا تصاویری ندارد که ما آن را مخالف قوانین بدانیم و اگر داشته باشد ما آن را حذف می‌کنیم
بعد از شکایت لری سنگر، جیمی ولز بسیاری از تصاویر جنسی را بدون مشورت با اجتماع ویکی‌پدیا حذف کرد و بعضی ویرایشگران سابقه دار اعتراض کردند که حذف تصاویر عجولانه انجام شد.

## جانبداری سازمان‌یافته در پوشش
ویکی‌پدیا متهم به جانبداری سازمان یافته شده‌است، به این معنا که طبیعت عمومی‌اش بدون هیچ قصد آگاهانه منجر به اشاعه تعصبات بسیاری می‌شود. گرچه مقالات بسیاری در روزنامه‌ها بر خطاهای واقعی کوچک و بدیهی در مقالات ویکی‌پدیا تمرکز کرده‌اند، نگرانی‌هایی در رابطه با تأثیرات احتمالاً غیرعمدی در مقیاس بزرگ ناشی از تأثیر و استفاده فزاینده از ویکی‌پدیا به عنوان یک ابزار تحقیق در همه سطوح وجود دارد. مارتین کوهن فیلسوف در مقاله‌ای در مجله مؤسسه آموزش عالی تایمز (لندن) ویکی‌پدیا را «در انحصار همه تعصبات و جهالت‌های خالقان‌اش» طرح می‌کند، که او دیدگاه «راننده تاکسی‌های جوان» توصیف اش می‌کند.

## نقد اجتماع کاربران

### لایه‌بندی اجتماعی
ویکی‌پدیا از زمان ایجادش به‌طور ظاهری اصل اساسی وضعیت برابر برای همهٔ کاربران دارای حسن نیت را مورد تأیید قرار داده‌است. در ۲۰۱۰، جیمی ویلز بیان کرد:
هیچ کابال، الیت (نخبگان)، و هیچ سلسله‌مراتب یا ساختاری نباید وجود داشته‌باشد که به هر نحو، از بازبودن در برابر تازه‌وادان جلوگیری کند. هر تدبیر امنیتی برای حفاظت از اجتماع دربرابر خرابکاران واقعی (و خرابکاران واقعی وجود دارند، که گاه‌گاهی ما را متأثر می‌کنند)، باید بر اساس مدل «بررسی دقیق موشکافانه» اعمال شود.

#### بسط اقتدار مدیریتی
به‌منظور کاستن از خرابکاری و کنترل رفتار کاربران، طبقه‌ای از مدیران یا اپراتورهای داوطلب سیستم به ابزار و اقتداری مجهز می‌شوند تا کاربران را کنترل کنند. قدرت‌های مدیریتی شامل حذف مقالات، محافظت از صفحه‌ها در برابر ویرایش، و قطع دسترسی کاربران است؛ اقداماتی که کاربران معمولی (یا غیر مدیر) قادر به انجام آن نیستند. مقررات و پروتکلهای ویژه‌ای برای بازداشتن مدیران از سوء استفاده از قدرتهایشان ایجاد شدند؛ نظیر ویکی‌پدیا:نظرخواهی برای حذف، محلی برای بحث کردن دربارهٔ حذف مقالات.
به هر جهت، به‌طور گریزناپذیری، این قوانین به این معنی بود که نظر مدیران در انواع مختلفی از اختلافات، به تنهایی و به طور کلی، بر نظر کاربران معمولی چیره شود. با این وجود که برابری بین کاربران هرگز رسماً مورد تجدید نظر قرار نگرفت، تغییرات در سیاست‌های ویکی‌پدیا تدریجاً اقتدار مؤثر مدیران و استقلال آنان را افزایش داد. این تغییرات در ۲۰۰۶ تشدید شد، در این زمان با واقعه زندگینامه زیگنهالتر ویکی‌پدیا را مجبور به سخت‌تر کردن سیاستش در برابر ویرایشهای مخرب کرد؛ مثلاً در جایی به مدیران اختیار حذف سریع بدون بحث قبلی در وپ:نبح داده شد؛ تا مقالاتی که آشکارا مضر دانسته شده یا طبق معیارها نامناسب تشخیص داده می‌شدند حذف شوند. در ۲۰۱۰، این معیارها گسترش یافت تا زندگینامه افراد زنده را منابع کافی نداشتند بی‌توجه به اثبات پذیری محتوایشان در بر بگیرد. در نتیجه اجماع این قدرتهای بزرگ شده، مدیران به طور فزاینده، مجبور شده‌اند نظر خودشان را، ناشی از مقام شان، بر نظر کاربران معمولی تحمیل کنند. به طور همزمان؛ حجم و پیچیدگی بدنه مقررات و روندهای ویکی‌پدیا افزایش یافت. این فاصله اقتدار بین مدیران و دیگر کاربران با سابقه که از مقررات اطلاع دارند را با کاربران معمولی - مخصوصاً کاربران تازه‌کار بیشتر کرد.

#### شکایت در خصوص سوءاستفاده مدیریتی
در فرومهای سالانه ویکی‌پدیا اتهاماتی طرح شده که کثرت و شدت سوء استفاده مدیریتی به طور پیوسته افزایش یافته‌است و این یکی از دلایل عمده کاهش تعداد کاربران از ۲۰۰۶ تاکنون است.
اتهامات سوءاستفاده مدیریتی خارج از ویکی‌پدیا در بلاگها، فرومهای فنی، و در رسانه‌های اصلی مطرح شده‌است. همچنین استدلال شده‌است که با وجود این احساسا که ویکی‌پدیا «نمونه درخشانی از دموکراسی در وب است»، «شمار اندکی از افراد این نمایش را اداره می‌کنند.» در مقاله‌ای در خصوص مناقشات ویکی‌پدیا گاردین شکایاتی را ذکر کرد که مدیران گاهی از قدرتهای ویژه‌شان برای سرکوب کاربران مشروع استفاده می‌کنند. مقاله عکس‌العمل برخی کاربران را مورد بحث قرار داد که قطع دسترسی کاربران بازبودن ظاهری طبیعت پروژه را برمی‌چیند و عدم توازن قدرت بین کاربران و مدیران حتی شاید دلیل اصلی روی آوردن برخی کاربران به خرابکاری باشد.
سوگیری به بهانه سوگیری
مدتی یعنی چند سالی است جریانی در ویکیپدیا از آن ور بوم افتاده است. به بهانه مقابله سوگیری یا ادعاهای دیگری ارجاع به برخی منابع رسمی را نوعی تابو میداند. در مقابل ارجاع به منابع مشابه ولی با نظرات مخالف را نه. مثال زنده و جاری مقاله جنگ اسرائیل و ایران ۱۴۰۴ است.  در جعبه نظامی و قسمت تلفات دو طرف این جریان معتقد است یک طرف هر چه ادعا کرده است درست است و زیر ادعاهایش باید ثبت شود در مقابل طرف دوم هر چه ادعا کرده است و در خبرگزاری ها کشور خود نوشته است نباید زیر ادعاهای خود نوشته شود. اینکه از اونور بوم افتاده است این است این جریان ادعاهای غیرهمزبان با خود را ترجیح می‌دهد. افراط و تفریط هر دو بد است و خوب است مدیران جلوی برخورد سلیقه ای را بگیرند. یکی از فلان دست منابع بدش می‌آید بصراحت می‌نویسد از این منبع استفاده نکنید. ادامه این روند سبب کاهش سریع اعتماد به ویکی‌پدیا میشود. 